# Hesiod (krater)
Hesiod är en nedslagskrater på planeten Merkurius, med en diameter på ungefär 101 kilometer.
1976 uppkallades kratern efter den grekiske skalden Hesiodos.